# Euphorbia edmondii
Euphorbia edmondii là một loài thực vật có hoa trong họ Đại kích. Loài này được Hochr. mô tả khoa học đầu tiên năm 1904.